# ذخیره‌گاه طبیعی خاکاسیا
ذخیره‌گاه طبیعی خاکاسیا (انگلیسی: Khakassia Nature Reserve) یک ذخیره‌گاه و منطقه حفاظت شده در استان خاکاسیای کشور روسیه است.